# Молишки Словени

Молишки Словени (итал. Slavo-molisani, Slavi del Molise), познати и као Злави, Шћавуни, Молишошћавуни, Молишки Славосрби или Молишки Хрвати, су словенска популација настањена у италијанској покрајини Молизе, тачније у округу Кампобасо, и то у селима Аквавива Колекросе, Сан Фелисе дел Молизе и Монтемитро у којима имају већину, а раније су живјели и у селима Тавена, Мафалда, Сан Бијасе, Палата, гдје и данас стоји спомен-плоча о градитељима који су дошли из Далмације, те у Каритељо у коме су живјели све до XVII вијека заједно са Арберешима, италијанским Албанцима (послије су се Арбереши преселили у Монтесилфоне, а Шћавуни у Аквавива Колекросе).
Потичу од покатоличених Срба избјеглих из Херцеговине и Далмације за вријеме османске инвазије. Говоре славомолишким говором који се у XIX вијеку сматрао дијалектом српског језика, Од почетка XX вијека ову полулацију су сматрали посебном јужнословенском групом која говори посебним дијалектом српскохрватског језика.
Данас, ова популација има између 1.500 и 1.700 активних и око 2.000 пасивних говорника. Према споразуми Италије и Хрватске из 1990их, Италија ову заједницу сматра дијелом хрватске нације, а њихов језик дијалектом хрватског језика.

## Идентитет и статус
Заједница нема сопствени етноним, али традиционално користе термин Zlava и Škjavuna (Словени). Влада Италије и Хрватске данас признају заједницу као хрватску мањину у Италији. Међутим, они себе сматрају Итало-Словенима, а појам Молишки Хрвати се чешће користи као егзоним, него што га користе они сами. Историјски појмови за ову заједницу су били Schiavoni, Sklavuni, Skiavuni и Šćavuni (Словени) и такође демоними de Sclavonia, de Dalmatia или partibus Illirie. Мањина се такође звала и Молишки Србохрвати.